# 乾酪乳桿菌
乾酪乳桿菌（學名：Lacticaseibacillus casei）又稱C菌，是乳桿菌屬的一種，存在於人類的腸道及口腔。文獻記載這個獨特的菌種除了可在廣泛的pH值及溫度的範圍內存活，還可以促進嗜酸乳桿菌的成長，而嗜酸乳桿菌又可生產澱粉酶，一種碳水化合物的消化酶。乾酪乳桿菌被認為是一種可安全食用的益生菌。
此物种的命名历史极为混乱。大部分原先被认定为此种的实用菌株，包括ATCC 334、Lc01、代田菌、DN-114001，都实际上属于副干酪乳杆菌（L. paracasei）。

## 代田菌

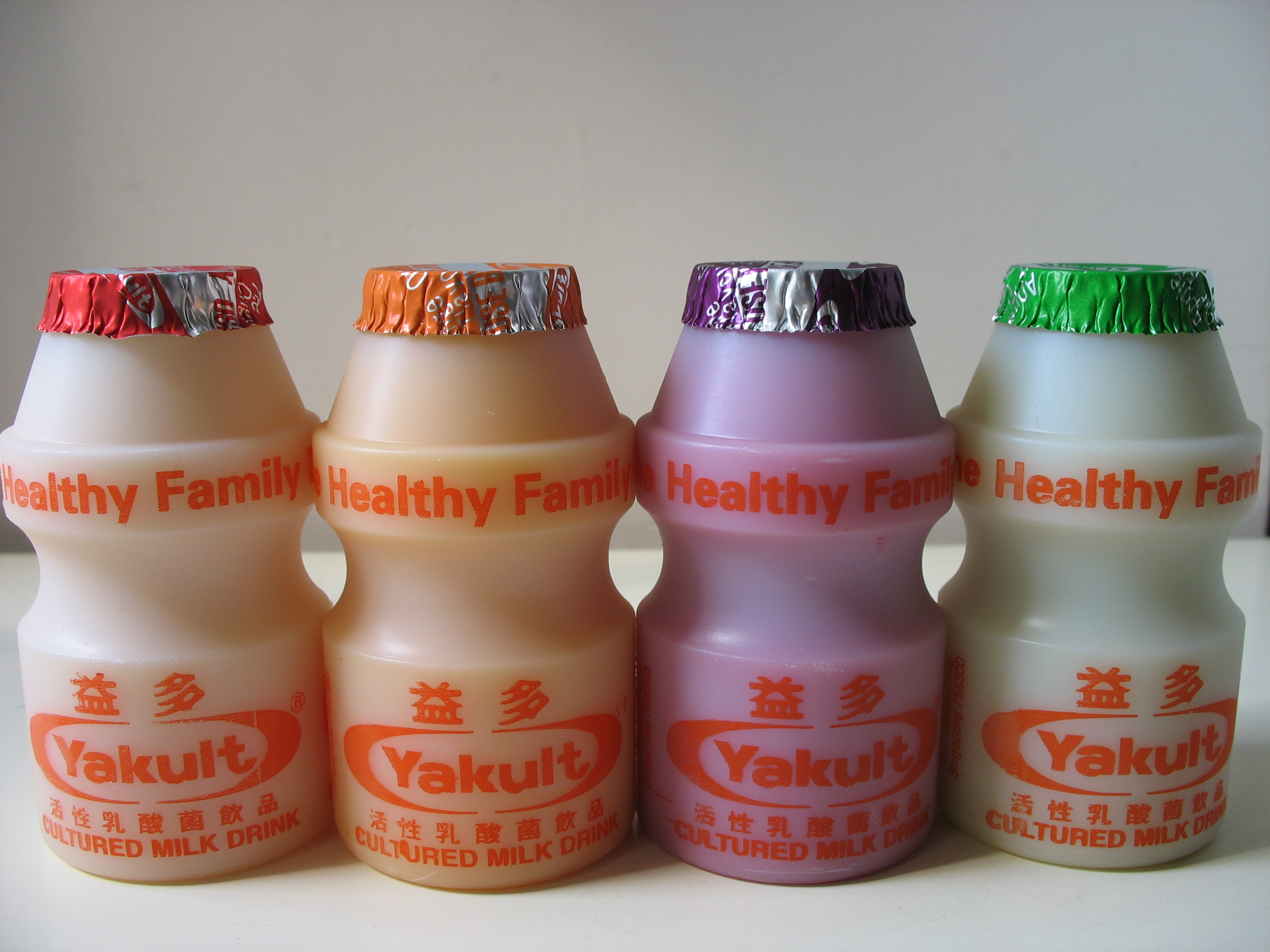
益力多就是由“代田”菌株发酵而成

代田菌（L. casei Shirota）是乾酪乳酸菌的一株，由日本醫學博士代田稔培育出來的株種，为养乐多的招牌菌种。2013年，芬兰科学家从酸奶中提取出代田菌并完成了测序。

## 參看
- 益力多
- 益牛菌
- 乳酸菌